# Cybaeus tokunoshimensis
Espèce
Cybaeus tokunoshimensis est une espèce d'araignées aranéomorphes de la famille des Cybaeidae.

## Distribution
Cette espèce est endémique de l'archipel Nansei au Japon. Elle se rencontre sur Tokuno-shima.

## Description
La carapace du mâle holotype mesure 3,12 mm de long sur 2,18 mm et l'abdomen 2,68 mm de long sur 2,04 mm et la carapace de la femelle paratype mesure 3,23 mm de long sur 2,15 mm et l'abdomen 3,35 mm de long sur 2,50 mm.

## Étymologie
Son nom d'espèce, composé de tokunoshim[a] et du suffixe latin -ensis, « qui vit dans, qui habite », lui a été donné en référence au lieu de sa découverte, Tokuno-shima.

## Publication originale
- Ihara, Koike & Nakano, 2021 : « Integrative taxonomy reveals multiple lineages of the spider genus Cybaeus endemic to the Ryukyu Islands, Japan (Arachnida: Araneae: Cybaeidae). » Invertebrate Systematics, vol. 35, no 2, p. 216-254.